# Вибери життя (Дискавері)
Вибери життя (Choose to Live) — сорок п'ятий епізод американського телевізійного серіалу «Зоряний шлях: Дискавері» та третій в четвертому сезоні. Епізод написав Террі Г'юз Бертон та Гленіз Маллінс, режисер Крістофер Дж. Бірн. Перший показ відбувся 2 грудня 2021 року.

## Зміст
Дже'Віні, ромуланська громадянка Ні'Вару та черниця ордену «Коват Мілат», атакує кілька кораблів Зоряного Флоту, щоб викрасти рідкісні кристали дилітію. Крадіжки почалися після звісти про гравітаційну аномалію. Під час четвертого пограбування на зорельоті «Креденс» вона вбиває офіцера. Адмірал Зоряного флоту Чарльз Венс розповідає про це Бернем, президенці Ні'Вару Т'Ріні та матері Бернем Габріель, яка є членкинею «Коват Мілат». Ріллак не хоче переслідувати Дже'Віні без керівництва Т'Ріни, оскільки Ні'Вар знаходиться на порозі переговорів про повернення до Федерації. Габріель вірить, що Дже'Віні знайшла втрачену справу, за яку треба боротися, і приєднується до Бернем, щоб заарештувати її.
Сару оповідає Тіллі — його планета проголосувала за повернення до зірок. Букер з доручення Стамеца досліджує тахіонні частки; нова теорія — первинна кротовина (аномалія чорної матерії). Хранителю Зі сформували нове штучне тіло для носія. Сару рекомендує Тіллі у склад експедиційного загону.
Експедиційний загін на кораблі Бука застає Дже'Віні на тому, що видається безплідним місяцем. Люди Дже'Віні вторгаються на корабель — у сутичці бгато гине. Але насправді це величезний зоряний корабель, який тримає переселенців в анабіозі. Не зумівши їх розбудити, Дже'Віні вкрала дилітій, щоб вона могла зрушити корабель аброніанців зі шляху аномалії.
Адіра намагається допомогти Талу повернутися у своє — штучне тіло.
Тіллі слугує приманкою біля вимкненого реактора і Бернем після сутички заарештовує Дже'Віні, але допомагає полагодити кріосистему й розбудити біженців та перемістити їхній корабель зі шляху аномалії. Науковий інститут Ні'Вару не виявляє у привезених записах черенковське випромінювання. Президентка Ні'Вару пропонує Буку допомогу в розв'язанні цієї проблеми — просканувавши його спогади. Букер знаходить пропущене в спогадах. Мпйкл і Тіллі лагодять чужий зореліт — аброніанці мають прокидатися. Дже'Віні виконала свою місію.
Активність мозкової діяльності Грея Тала в штучному тілі активується. Він опритомнює. Бук знаходить певну умиротвореність у спогадах.
Справедливість переможе. З часом.

## Виробництво
Активна розробка сезону почалася в січні 2020 року. На написання було витрачено більше часу, ніж у попередніх сезонах, через пандемію COVID-19, яка надихнула на космічну аномалію, з якою герої стикаються в сезоні. Нова роль Бернем як капітана також вивчається після її підвищення в кінці третього сезону. Четвертий сезон було офіційно оголошено в жовтні 2020 року, а зйомки проходили в Торонто, Канада, з листопада 2020 року по серпень 2021 року. Для забезпечення безпеки під час пандемії було застосовано нові знімальні процеси, що спричинило деякі затримки виробництва. Відеостіна була побудована для зйомки перед комп'ютерним фоном у реальному часі.

## Сприйняття та відгуки
Станом на листопад 2022 року на сайті «IMDb» серія отримала 5.4 бала підтримки з можливих 10 при 2616 голосах користувачів.
В огляді для «Den of Geek» Лейсі Богер відзначила: «Візуальна композиція сцен Ні'Варцу чудова — Інститут науки має справді чудові види! Навіть якщо вони дещо розчаровують, коли йдеться про їхній фактичний науковий зміст. Чи був я єдиним, хто очікував, що вчені з Вулкана будуть більш відкритими щодо того, що саме може бути DMA, а не просто знищать єдину функціональну теорію Стамеца? Очевидно, „Discovery“ не може розгадати таємницю сезону в цьому епізоді, але трохи більше допомоги та співпраці тут не завадить».
Оглядач Зак Гендлен для «The A.V. Club» зазначав так: «Отже, відбулися три епізоди в четвертому сезоні „Discovery“, а це означає, що настав час для всім улюблених: автономних серій. Головну лінію загрози встановлено (гігантська жахлива гравітаційна аномалія, яку ніхто не може зрозуміти чи ефективно передбачити), і це все ще служить мотивуючим фактором для більшої частини того, що відбувається в „Вибери життя“. Майкл і її мати розслідують злочин; Стамец і Букер їдуть до наукового інституту Ні'Вару; і Грей повертає своє тіло (й, ймовірно, свою життєву лінію). Хоча дві з трьох із цих сюжетних ліній випливають із Великого Зла, кожна з них розповідає особливу окрему історію, будь то відкриття нової інопланетної форми життя чи пошук Букером способу почати миритися з тим, що він втратив.»
Скотт Сноуден в огляді для «Space.com» відзначив так: «Цей тиждень був чимось на зразок звалища історій. Це не означає, що цей епізод неприємний, просто в ньому багато (забагато) напхано. Хоча він на пару хвилин довший, ніж попередні дві серії, проте виглядає набагато довшим — більш схожий на повнометражний фільм. І він, звичайно, був написаний як самостійна частина. Наявність такої кількості одноразових підісторій, які не вивчаються далі, може спрацювати у фільмі „Marvel“, але не в телесеріалі чи епізоді „Зоряного шляху“. Ніби ми постили минулого тижня, а цього тижня раптом перед нами була повна вечеря на День подяки. З усіма смаколиками.»

## Знімались
| Актор                    | Роль                    |
| ------------------------ | ----------------------- |
| Сонеква Мартін-Грін      | Майкл Бернем            |
| Даг Джонс                | Сару                    |
| Ентоні Репп              | Пол Стамец              |
| Мері Вайзман             | Сільвія Тіллі           |
| Вілсон Круз              | Гаг Калбер              |
| Блу дель Барріо          | Адіра                   |
| Девід Аджала             | Клівленд Букер          |
| Одед Фер                 | адмірал Чарльз Венс     |
| Іен Александер           | Грей Тал                |
| Чела Горсдел             | Лайра Ріллак            |
| Тара Рослінг             | Президентка Т'Ріна      |
| Соня Сон                 | Габріель Бернем         |
| Емілі Коутс              | Кейла Делмер            |
| Ронні Роу                | лейтенант-командор Брюс |
| Дейв Бенджамін Томлінсон | Лінус                   |
| Андерас Апергіс          | охоронець Ксі           |